# La porta sbarrata
La porta sbarrata (The Shuttered Room) è un film del 1967 diretto da David Greene.
La storia è ripresa dal romanzo La porta sbarrata di August Derleth e Howard Phillips Lovecraft.

## Trama
Due sposi, Mike e Susanna Kelton, in vacanza decidono di visitare un vecchio mulino abbandonato ritenuto maledetto.
I due, scettici, entreranno nell'edificio scoprendo che le voci sul mulino sono vere.